# La Voix de l'enfant
La Voix de l'enfant est une association loi de 1901 de défense des enfants créée en 1981. 

## Historique
Créée le 20 juillet 1981, l'association a pour but « l’écoute et la défense de tout enfant en détresse quel qu’il soit, où qu’il soit ». Fédérant 80 associations (dont par exemple Enfants du monde - Droits de l'homme, La chaîne de l'espoir, Un enfant par la main)[réf. nécessaire], elle veut apporter à des enfants en détresse, en France et dans le monde, des conditions de vie leur permettant de se développer et de s’épanouir dans un environnement respectueux de leurs droits d’enfant. Luttant contre les violences commises à l’encontre des enfants, l'association se mobilise pour sensibiliser, informer et amener les responsables politiques à prendre les mesures appropriées, nécessaires pour les protéger,,. 
En 2012, L'association nationale des assistants de service social a vivement critiqué La Voix de l'enfant après l'affaire Marina, notamment son nom qui rend difficile toute critique, sa communication qui reposerait sur l'émotion et sur des raccourcis « trompeurs », l'utilisation de parrains prestigieux (Carole Bouquet, Bruno Solo, Me Francis Szpiner) comme cartes de visite, et ses postures idéologiques. 
En 2016 elle se constitue partie civile contre Jean-Marc Morandini.
En novembre 2019, sa présidente Martine Brousse est auditionnée par la Commission indépendante sur les abus sexuels dans l'Église.
En juillet 2021, La Voix de l’enfant et une autre association, e-Enfance, intentent une action en référé pour exiger que les fournisseurs d’accès français bloquent l’accès aux plus importants sites pornographiques mondiaux,: Pornhub, Mrsexe, Iciporno, Tukif, Xnxx, Xhamster, Xvideos, Youporn et Redtube. Le tribunal judiciaire de Paris rejette cette demande le 8 octobre 2021, estimant que l’action devait viser les éditeurs ou les hébergeurs des sites pornographiques concernés et non les fournisseurs d'accès.
En septembre 2023, L'association signale avoir reçu des courriers du rectorat de Versailles lui reprochant de faire trop signalements pour des faits supposés de harcèlement scolaire
En décembre 2023, elle demande que "la priorité soit donnée aux enfants dans le cas de familles qui relèvent de maladies psychiatriques".

## Personnalités liées à l'association
- Stéphane Hessel en était[Quand ?] le président d'honneur[12].
- Carole Bouquet, Bruno Solo, Taïg Khris, Casimir[13], Hélène Darroze[14] sont quelques-uns de ses ambassadeurs.
- Le Dr Bernard Cordier est vice-président du conseil d'administration[15].
- François Baroin est l'avocat de l'association[16].

L'association a été présidée notamment par Jean Fernand-Laurent (ambassadeur) de sa création à 1993, Louis-Edmond Pettiti (bâtonnier) jusqu'à sa mort brutale en 1999, Mario Bettati (juriste, professeur de droit), Françoise Fouquet-Dorr (magistrate) jusqu'en juin 2013 puis Hervé Théaudière (consultant et directeur de la pédagogie d'une école de commerce), et enfin Martine Brousse.

## Prix et reconnaissances
L'association est membre de la Commission nationale consultative des droits de l’homme, vice-présidente du groupement d’intérêt public Enfance en danger. 
Elle est lauréate du Prix des Droits de l'homme de la République française en 1987 pour son à Madagascar et en 1992 pour son intervention pendant la Guerre de Bosnie-Herzégovine[réf. nécessaire].

## Pour approfondir